# Municipio de Pomroy (condado de Itasca)
El municipio de Pomroy (en inglés: Pomroy Township) es un municipio ubicado en el condado de Itasca en el estado estadounidense de Minnesota. En el año 2010 tenía una población de 39 habitantes y una densidad poblacional de 0,41 personas por km².

## Geografía
El municipio de Pomroy se encuentra ubicado en las coordenadas 47°49′28″N 93°56′35″O / 47.82444, -93.94306. Según la Oficina del Censo de los Estados Unidos, el municipio tiene una superficie total de 95.94 km², de la cual 95,27 km² corresponden a tierra firme y (0,69 %) 0,66 km² es agua.

## Demografía
Según el censo de 2010, había 39 personas residiendo en el municipio de Pomroy. La densidad de población era de 0,41 hab./km². De los 39 habitantes, el municipio de Pomroy estaba compuesto por el 94,87 % blancos y el 5,13 % eran de una mezcla de razas. Del total de la población el 0 % eran hispanos o latinos de cualquier raza.